# Josef von Sternberg
Josef von Sternberg (nascut com a Jonas Sternberg el 29 de maig de 1894 a Viena i mort el 22 de desembre de 1969 a Los Angeles), va ser un director de cinema estatunidenc d'origen austríac. És un dels primers exemples de director de cinema d'autor; el seu estil ha influït notablement en els directors de cinema negre.
A més de dirigir, en algunes de les seves pel·lícules feia els guions i n'era l'editor. Va ser el descobridor de Marlene Dietrich, amb qui va col·laborar en diverses pel·lícules.

## Biografia i obra
Josef von Sternberg va néixer en el si d'una família jueva a Viena, però passà la major part de la seva infantesa als Estats Units, entre Nova York i Nova Jersey. El seu títol "von" és falsament aristocràtic; li va ser afegit per Elliott Dexter el 1925, cosa que el comparava amb el seu heroi, Erich von Stroheim.
L'estil de Sternberg va exercir una gran influència en directors posteriors particularment en el moviment film noir (cinema negre). La seva mestria en la posada en escena, il·luminació i la llum tènue no té rival.
Es va estrenar com a director el 1925 amb el film The Salvation Hunters, que va impressionar Charlie Chaplin.
Després de la pel·lícula de 1929 Thunderbolt va marxar a Alemanya a dirigir Der blaue Engel (L'Àngel Blau), on Marlene Dietrich feia el paper de "Lola Lola" que la converí en estrella internacional. Dietrich continuà col·laborant amb Sternberg a les pel·lícules Morocco, Dishonored, Shanghai Express, Blonde Venus, The Scarlet Empress, i The Devil Is a Woman.
La pel·lícula Macau (1952) va ser el seu darrer film a Hollywood. L'any següent realitzà al Japó la pel·lícula Anatahan, sobre uns soldats japonesos que refusaven creure que la guerra mundial ja havia acabat.
Va ensenyar un curs d'estètica cinematogràfica a la Universitat de Califòrnia de Los Angleles (UCLA); entre els seus estudiants hi havia Jim Morrison i Ray Manzarek, que posteriorment van formar el grup The Doors.
Malgrat estar nominat a l'Oscar al millor director en dues ocasions (per Shanghai Express i Morocco), l'Acadèmia no el va guardonar; no obstant això, va rebre la Medalla d'honor George Eastman House l'any 1957, i el van fer membre honorari de l'Akademie der Kunste de Berlín el 1960.
És el pare de Nicholas von Sternberg, director de fotografia.

## Filmografia
| - The Salvation Hunters (1925) - The Masked Bride (1925). No surt als crèdits. - A Woman of the Sea (1926) - The Exquisite Sinner (1926) (cremat) - It (1927). No surt als crèdits. - Children of Divorce (1927). No surt als crèdits. - Underworld (1927) - The Last Command (1928) - The Street of Sin (1928). No surt als crèdits. - The Drag Net (1928) - The Docks of New York (1928) - The Case of Lena Smith (1929) - Thunderbolt (1929) | - Der blaue Engel (1930) - Morocco (1930) - Dishonored (1931) - An American Tragedy (1931) - Shanghai Express (1932) - Blonde Venus (1932) - The Scarlet Empress (1934) - The Devil Is a Woman (1935) - Crime and Punishment (1935) - The King Steps Out (1936) - I, Claudius (1937). Inacabat. - The Great Waltz (1938). No surt als crèdits. - Sergeant Madden (1939) - I Take This Woman (1940). No surt als crèdits. - The Shanghai Gesture (1941) - The Town (1944) - Duel in the Sun (1946). No surt als crèdits. - Macau (1952) - Anatahan (1953) - Jet Pilot (1957) |